# Westfeld (Sibbesse)
Westfeld ist ein Ortsteil der Gemeinde Sibbesse im Landkreis Hildesheim, Niedersachsen, Deutschland.

## Geografie

### Geografische Lage

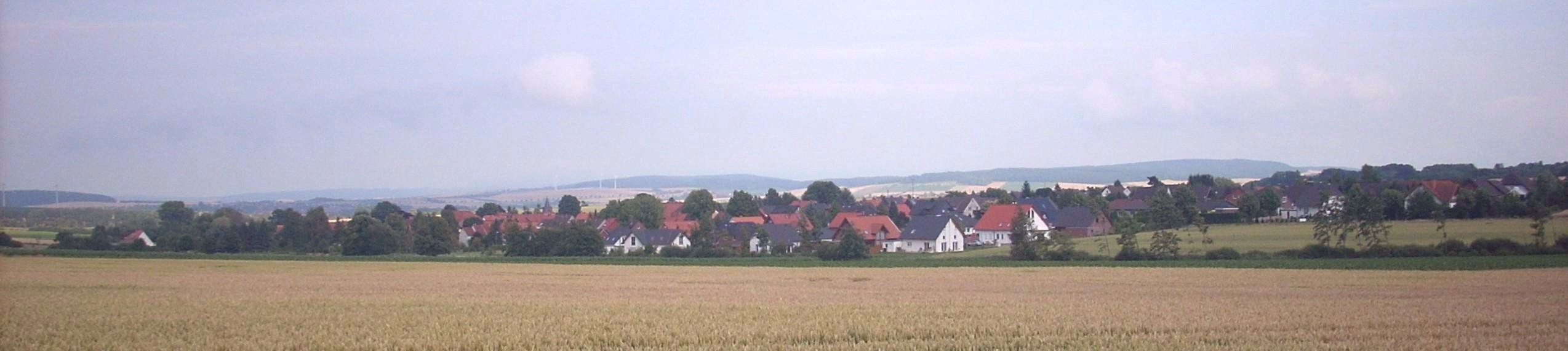
Westfeld von Nordwesten

Westfeld liegt nahe Hildesheim 1,5 km südöstlich von Sibbesse zwischen den Naturparks Weserbergland Schaumburg-Hameln und Harz. Die Landschaft ist eine breite Talmulde zwischen den Höhenzügen Hildesheimer Wald (Norden) und Vorberge (Südwesten) mit den jenseits davon befindlichen Sieben Bergen, nach Westen geöffnet zum Leinetal. Durch Westfeld fließt in Quellnähe der Oberlauf des westlichen Riehe-Zuflusses Alme.

### Ortsgliederung
Westfeld umfasst neben dem Kernort auch noch Wrisbergholzen.

## Geschichte
Westfeld stand historisch lange im Schatten von Wrisbergholzen. Die erste Erwähnung Westfelds ist in einem Corveyer Besitzverzeichnis aus dem Jahr 826 erhalten. Vom Spätmittelalter bis zur Säkularisation 1803 hatte das Hildesheimer Michaeliskloster hier ausgedehnten Besitz.
Die kleine St.-Katharinen-Kapelle war und ist pfarramtlich der Mutterkirche in Wrisbergholzen zugeordnet. Beide sind, ebenso wie die Bevölkerungsmehrheit, seit dem 16. Jahrhundert evangelisch.
Seit der Hildesheimer Stiftsfehde 1523 gehörte das Gebiet zum Herrschaftsbereich des Fürstentums Braunschweig-Wolfenbüttel. 1643 wurde jedoch das Hochstift Hildesheim in seinem alten Umfang wiederhergestellt, und die Westfelder wurden wieder Untertanen des Bischofs. Diesem war zwar die Rekatholisierung der zurückgewonnenen Gebiete reichsrechtlich verboten, er richtete aber an verschiedenen Orten neue katholische Gottesdienstorte und Pfarreien ein.
In Westfeld besaß einer der Hildesheimer Domherren ein Gut; dort fand 1693 die erste katholische Messe in Westfeld seit der Reformation statt. Schon 1695 erfolgte die Erhebung zur Pfarrei mit dem Patrozinium Mariä Himmelfahrt. 1698 wurde, nach zum Teil erbitterten konfessionellen Streitigkeiten, auf dem Gelände des heutigen katholischen Friedhofs eine kleine katholische Fachwerkkirche fertiggestellt. Diese konnte 1848 nach langen Bemühungen südlich der Hauptstraße durch eine größere Steinkirche in neuromanischen Formen ersetzt werden.

## Eingemeindungen
Am 1. März 1974 wurde der Nachbarort Wrisbergholzen eingemeindet. Bis zur Gebietsreform 1977 gehörte die Region zum Landkreis Alfeld (Leine).
Am 1. November 2016 wurde die Samtgemeinde Sibbesse, der auch Westfeld angehörte, in die Einheitsgemeinde Sibbesse umgewandelt.

## Politik

### Ortsrat
Der Ortsrat von Westfeld setzt sich aus fünf Ratsherren folgender Parteien zusammen:
- CDU: 3 Sitze
- SPD: 1 Sitz
- Grüne: 1 Sitz

(Stand: Kommunalwahl 12. September 2021)

### Ortsbürgermeister
Der Ortsbürgermeister von Westfeld ist Klaus Kuhlemann (CDU).

### Wappen
Der Gemeinde Westfeld wurde das Wappen am 11. Februar 1938 durch den Oberpräsidenten der Provinz Hannover verliehen. Der Landrat aus Alfeld überreichte es am 13. April desselben Jahres.
| Wappen von Westfeld | Blasonierung: „In Gold ein rot-bewehrter schwarzer Wolf.“ |
| Wappen von Westfeld | Wappenbegründung: Das Wappen geht zurück auf das im 13. und 14. Jahrhundert in Westfeld lebende Geschlecht derer „de Westfelde“ (von Westfeld), die den Wolf im Wappen zeigten. Häufig sind Mitglieder dieser Familie durch Urkunden des Klosters Marienrode bei Hildesheim bezeugt, und am 5. Juni 1342 begegnen uns die beiden Brüder Berthold und Aschwin von Westfeld als Bürgen gelegentlich eines Rechtsaktes, was durch die Insiegel beider bezeugt wird, die als Grundlage für das Gemeindewappen benutzt worden sind. |

## Kultur und Sehenswürdigkeiten
Bauwerke

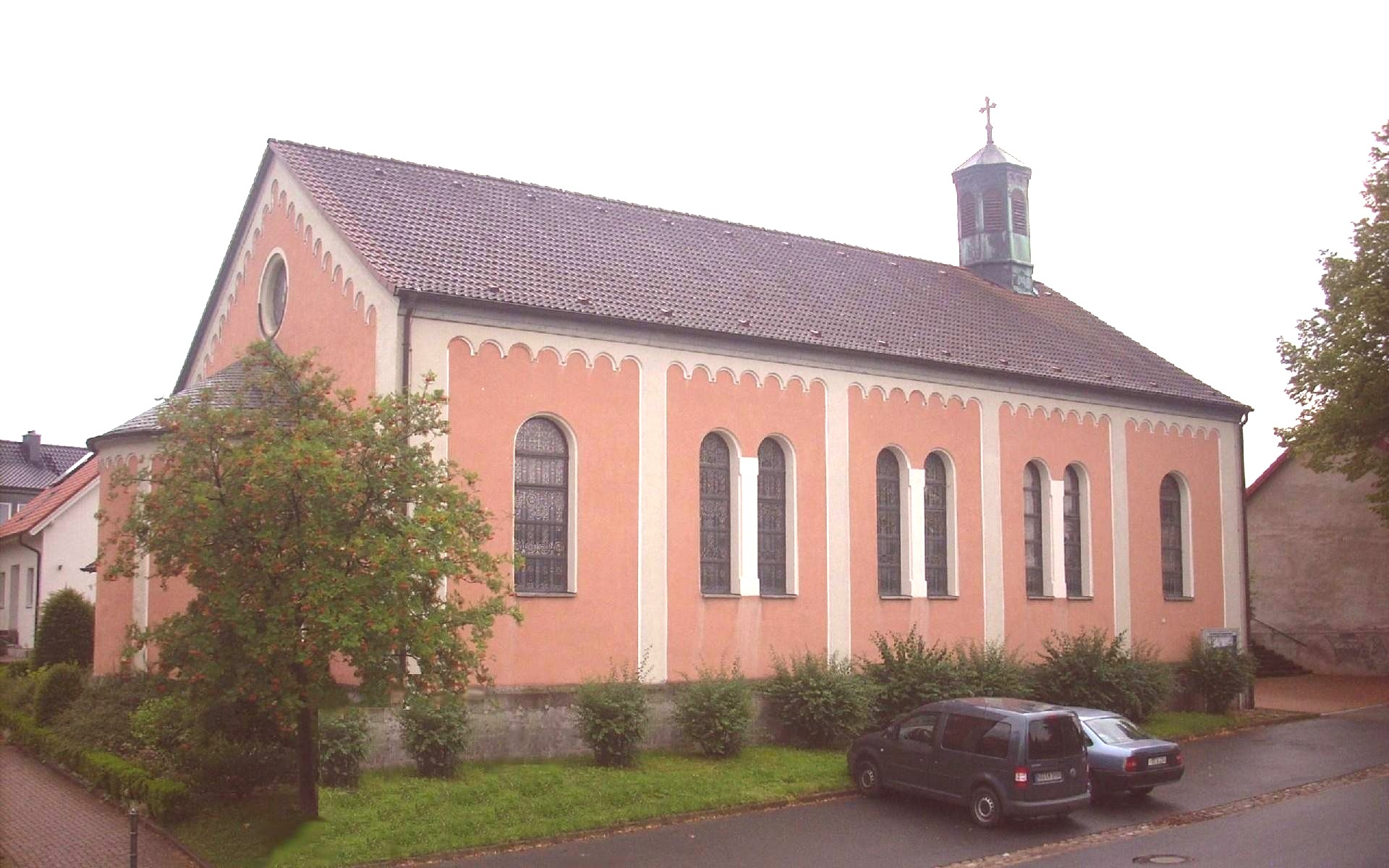
Kath. Kirche

- Ev. St.-Katharinen-Kapelle (Westfeld)
- Kath. Kirche St. Mariä Himmelfahrt (Westfeld)
- Schloss Wrisbergholzen mit Gutshof, erbaut 1740 bis 1745 mit dem Fliesenzimmer von 1752, deren Wände komplett mit rund 800 Spruchfliesen (in italienischer, französischer und lateinischer Sprache) bedeckt sind.
- Ehemalige Fayence-Manufaktur Wrisbergholzen, 1736 als „Porcellain Fabrique“ errichtet.
- Ev. St.-Martin-Kirche in Wrisbergholzen. Die ursprünglich frühromanische Kirche weist durch ihr St.-Martins-Patrozinium in die Zeit der fränkischen Sachsen-Mission zurück. Sie hat eine bemerkenswerte barocke Ausstattung und Ausmalung. Der Westturm aus der Zeit um 1200 weist im unteren Teil 2 m starke Bruchsteinmauern auf, was auf eine Erbauung als mittelalterliche Wehrkirche hindeutet. Im Innern sind eine Holzkanzel von 1612, ein Taufstein vom Ende des 16. Jahrhunderts, ein Retabel aus der Mitte des 18. Jahrhunderts und der Altar aus der Zeit um 1700 beachtenswert.[6]
- Das Pfarrhaus gegenüber der St.-Martins-Kirche wurde 1603 erbaut (westlicher Teil) und 1728 (östlicher Teil) erweitert
- In der Hauptstraße von Wrisbergholzen, deren geschlossene Bebauung für einen Ort von der Größe Wrisbergholzens ungewöhnlich ist, sind mehrere mit Schnitzereien und Wandgemälden verzierte, gut erhaltene Fachwerkhäuser sehenswert.

## Verkehr
Westfeld ist über Kreisstraßen mit der Bundesstraße 243 an das Straßennetz angeschlossen. Die Schnellfahrstrecke Hannover–Würzburg (ICE) verläuft ohne Bahnhof durch den Nordosten des Ortsgebiets.

## Persönlichkeiten
Personen, die mit dem Ort in Verbindung stehen
- Peter Gerloff (* 1957), römisch-katholischer Priester, Texter und Komponist zahlreicher geistlicher Lieder, war nach seiner Weihe Subsidiar in Westfeld